# 頭型
頭型（とうけい）は、形質人類学における計測項目の1つ。頭を上から見た場合の形を表し、正式には頭長幅指数（とうちょうふくしすう）によって示される。
人類学における人種の区分に利用されてきたが同一民族でも世代によって頭型が異なることや個人でも生活習慣で変化することから度々批判を浴び20世紀の内に信頼性を失った。

## 定義
頭長幅指数は頭指数とも略され、1842年にスウェーデンの人類学者アンデシュ・レチウスによって考案されたものであり、脳頭骨（頭骨のうち、脳を収めている部分。脳頭蓋〈のうとうがい〉、神経頭蓋とも）の最大幅（正式には、左右のエウリオン点の距離）を最大長（正式には、グラベラ点とオピストクラニオン点の距離）で割った数字に100を掛けて表す。例えば、頭骨最大幅が150mm、頭骨最大長が200mmであれば、頭長幅指数は75.0になる。

## 区分
頭長幅指数は頭を上から見た形を数値化したものであるから、数字が大きくなれば丸みを帯びた頭型になり、小さくなれば細長い楕円形になる。数値に従い、以下のような区分がなされている。
- 超長頭型：64.9≧
- 過長頭型：65.0-69.9
- 長頭型：70.0-74.9
- 中頭型：75.0-79.9
- 短頭型：80.0-84.9
- 過短頭型：85.0-89.9
- 超短頭型：90.0≦

実際には人類のほとんどが長頭と短頭の間に収まることから、通常は長頭型、中頭型、短頭型の3区分が用いられることが多い。なお、頭長幅指数は生体でももちろん計測可能で、その場合は頭幅の方が頭長よりも筋肉・脂肪などの軟部組織の厚みが大きいため、上記の区分において骨よりも1.0大きな数値を用いる。すなわち、中頭型の場合、生体では76.0から80.9までを言う。
長頭・中頭である場合、側面から見た後頭部の形状は、頭頂部から後頭部にかけて丸く弧を描き膨らんだ形だが、短頭では側面から見た後頭部の形状が、頭頂部から後頭部にかけて直線的に下降して膨らみが少なく比較的扁平に近い形（俗に言われる「絶壁頭」）となり、中頭でも長頭に比べれば後頭部の膨らみは小さい、とする見解があるが、これは誤りである。実際は、長頭の後頭部絶壁があり、また過短頭であっても後頭部の丸みが大きく弧をえがくこともあり、一概に断じることはできない。また、ダウン症は必ず過短頭である。

## 歴史的経緯

### 過去における濫用
頭型は、脳を入れている頭部の形を示しているので、考案されて以来、欧米では人類学者はもちろん一般にも大きな関心を呼んだ。人種によって大きな差があることが分かり、人種分類の重要な項目とされた。白色人種群では北方人種と地中海人種が長頭から中頭、アルプス人種と東欧人種が短頭、黄色人種群では古モンゴロイドに長頭が多く、新モンゴロイドに短頭が多い、黒色人種群では長頭が多いという具合である。このような人種間の差が何を意味するかについても研究されたが、19世紀から20世紀初めにかけては欧米諸国での人種偏見の著しい頃であり、白人優越思想が強かったこともあって、頭型の違いは人種間の知能や能力の差を表しているとする説が広く信じられた。白色人種が有色人種より優れているというだけでなく、同じ白人同士でも、長頭に傾いているとされるドイツと、短頭が多いフランスが、それぞれ自国が優秀だと論争したのがその一例である。
現代では頭型は同一民族でも世代間で変化することや環境要因も大きいことから人種区分には不適切だと考えられている。
ヴィルヒョウは後に、分類学の正当な手段として頭蓋骨の測定を拒否しました。パウル・クレッチマーは、これらの批判に関する 1892 年の彼との議論を引用し、頭蓋計測の失敗を基本的に宣言したAurel von Törokの 1895 年の研究も引用した。

## 頭蓋変形
世界各地で、脳頭骨の形を人工的に変形させる風習が知られており、頭蓋変形と呼ばれている。骨は生体組織であるから、弱い力を持続的に加え続ければ形が変わる。それを応用して、幼い子供の頭部を布で巻いたり、板や棒などの硬い物を当てて固定するなど、様々な方法で頭骨を変形させる。
こうした風習は南北アメリカで広く見られた他、中央アジア・西アジアや北アフリカでも行なわれ、ヨーロッパでも一部であったが、インド・中国・日本では無かった。実施されていた地域でも、時代によって行なわれなくなった所もあれば、一部地域ではなお続いているが、近代文明の伝播と共に廃れた所が多い。しかし、現代においても幼児用矯正ヘルメットが市販されているため、依然として頭蓋変形は行われている。
頭蓋変形がいつから始まったのかは不明であるが、最も古いものは西アジアでの紀元前8000年くらい前の例が確認されていることから、旧石器時代からあった可能性も考えられる。